# Zhi-Xun Shen
Zhi-Xun Shen (* Juli 1962) ist ein chinesisch-US-amerikanischer experimenteller Festkörperphysiker und Materialwissenschaftler.
Shen studierte an der Fudan-Universität mit dem Bachelor-Abschluss 1983 und an der Rutgers University mit dem Master-Abschluss 1985 und wurde 1989 in Angewandter Physik an der Stanford University promoviert. 1992 wurde er Assistant Professor, 1996 Associate Professor und 2000 Professor in Stanford University. Seit 2006 ist er Paul Piggott Professor. Er ist dort seit 2010 Chefwissenschaftler am SLAC (an der Stanford Synchrotron Radiation Light Source, SSRL) und 2006 Gründungsdirektor des Stanford Institute for Materials and Energy Sciences (SIMES). Außerdem ist er Direktor des Geballe Laboratoriums.
Er entwickelte verschiedene Präzisions-Instrumente zum Beispiel für Synchrotronstrahlungsquellen, Heliumlampen für UV und winkelauflösender Photoelektronenspektroskopie (angle-resolved photon emission spectroscopy, ARPES), mit der er Untersuchungen an Hochtemperatursupraleitern (HTS) durchführte. Unter anderem erhielt seine Gruppe (teilweise in Zusammenarbeit mit Wissenschaftlern aus Berkeley 2010 und unter Verwendung verschiedener experimenteller Techniken) überzeugende Beweise dafür, dass die Mitte der 1990er Jahre entdeckte Pseudogap Phase in HTS eine unabhängige Phase ist (unabhängig von der metallischen und der supraleitenden Phase), die bis in die supraleitende Phase hineinreicht. Neben ARPES Techniken im UV-Bereich nutzt er auch Röntgenbeugungsmethoden.
Er entwickelte Nahfeld-Mikrowellen-Mikroskopie (Scanning Microwave Impedance Microscopy) basierend auf Rasterkraftmikroskopen für Studien auf mesoskopischer Längenskala zum Beispiel von nanostrukturierten Materialien. Damit verfolgt er Anwendungen wie neuen Techniken für Solarkonzentratoren (Photo Enhanced Thermionic Emission, PETE).
Von 1993 bis 1995 war er Sloan Research Fellow. 2003 wurde er Fellow der American Physical Society, deren Centennial Lecture er 1999 hielt. 2000 erhielt er den Kamerlingh Onnes Prize, 2009 den Ernest-Orlando-Lawrence-Preis und 2011 den Oliver E. Buckley Condensed Matter Prize. 2015 wurde er in die National Academy of Sciences gewählt, 2017 in die American Academy of Arts and Sciences. 2019 war Shen Morris Loeb Lecturer.